# Municipio de St. Lawrence (Minnesota)
El municipio de St. Lawrence (en inglés: St. Lawrence Township) es un municipio ubicado en el condado de Scott en el estado estadounidense de Minnesota. En el año 2010 tenía una población de 483 habitantes y una densidad poblacional de 12,81 personas por km².

## Geografía
El municipio de St. Lawrence se encuentra ubicado en las coordenadas 44°39′12″N 93°41′40″O / 44.65333, -93.69444. Según la Oficina del Censo de los Estados Unidos, el municipio tiene una superficie total de 37.69 km², de la cual 36,47 km² corresponden a tierra firme y (3,24 %) 1,22 km² es agua.

## Demografía
Según el censo de 2010, había 483 personas residiendo en el municipio de St. Lawrence. La densidad de población era de 12,81 hab./km². De los 483 habitantes, el municipio de St. Lawrence estaba compuesto por el 96,89 % blancos, el 0,41 % eran amerindios, el 1,04 % eran asiáticos, el 1,24 % eran de otras razas y el 0,41 % eran de una mezcla de razas. Del total de la población el 1,45 % eran hispanos o latinos de cualquier raza.